# 万葉公園 (湯河原町)
万葉公園（まんようこうえん）とは、神奈川県足柄下郡湯河原町宮上にある、湯河原温泉をテーマとした町営の都市公園（近隣公園）である。日本の歴史公園100選選定。

## 概要
湯河原温泉の中心地である「温泉場」地区に所在し、千歳川と藤木川が合流する落合橋の西方、千歳川沿いに上がっていく約2万m²（2ha）の横長の敷地に造成されている緑地公園である。入園無料。
元々は、敷地内の熊野(権現)神社に由来する「権現山公園」と、実業家・大倉孫兵衛（大倉陶園・創業者）の湯治用別荘地（日露戦争後には戦傷病者の保護養地として指定され「養生園」として開放、東郷平八郎等も静養した）が譲渡されて形成された「大倉公園」が並立していたが、1951年（昭和26年）に国文学者・和歌研究者である佐佐木信綱の提案によって「万葉公園」へと改名され、再整備された。
「万葉公園」という名称は、湯河原温泉が「万葉集」において唯一温泉が湧き出る様子が和歌に詠まれている温泉であること（「足柄の土肥の河内に出づる湯の 世にもたよらに子ろが言はなくに」）を記念したものであり、園内には「万葉集」に登場する草木が植えられている他、各種の施設・碑などが建てられている。
2020年（令和2年）4月1日から、Park-PFIを活用した1年がかりの大規模全面リニューアル工事が開始。2021年（令和3年）4月29日に「玄関テラス」が、8月31日に「惣湯テラス」がオープンし、公園内の観光施設「湯河原惣湯(Books and Retreat)」が完成した。

## 構成

### 施設
- 湯河原惣湯(Books and Retreat) - 「湯河原観光会館」と「独歩の湯」の跡地に、Park-PFIを活用して新たに作られた観光施設。
  - 玄関テラス - 藤木川に架かる万葉橋を渡った先に所在。東側正面入り口。旧「湯河原観光会館」。利用無料、10:00-17:30、定休毎月第2火曜。
    - 2階：コワーキングスペース、管理事務所
    - 1階：観光案内所、カフェ（テイクアウト）
    - 屋外：テーブル、ベンチ、足湯

  - 惣湯テラス - 公園の奥部（西側）にある日帰り温泉施設。旧「独歩の湯」。利用料5500円（5時間、食事/フリードリンク/スナック付）、食事無し2600円（3時間、午後or水曜）、町内宿泊者500円引/町民600円引、10:00-20:00、定休毎月第2火曜。
    - 施設：温泉（男女各2か所）、サウナ、ダイニング、ラウンジ、ライブラリー
- 茶室 万葉亭 - 東側から入ってすぐにある数寄屋造の茶屋。堀口捨己設計。抹茶一杯（菓子付き）500円。
- 太子堂 - 1960年（昭和35年）に建築組合員一堂が聖徳太子の偉業を敬慕し建立。奈良法隆寺の夢殿を模している。建立由来碑は山本有三が撰文。
- 源泉手水

### 神社
- 熊野（権現）神社 - 湯の守護神、健康の守護神として「湯権現」とも呼ばれる。5月第4土・日曜日に、「湯かけまつり」と共に「熊野神社例大祭」が開催。
- 狸福（りふく）神社 - 傷ついた老狸が湯河原温泉で完治し、感謝を近隣の人々に伝えたという故事に因み、戦後に建立。稲荷神社のように小型の鳥居が重ねられている。

### 歌碑・顕彰碑
- 万葉の歌碑 - 観光会館前広場の南西、公園入り口に所在。「万葉公園」の名の由来となった万葉集の歌（佐佐木信綱撰）が刻まれている。文字は竹内栖鳳の筆。右脇の「万葉洞門」を抜けると「渓流散策路」へと通じる。
- 養生園の碑 - 「養生園」で静養した東郷平八郎の大倉一族への感謝文を、1912年（大正元年）10月に高千穂学校の川田鐵彌校長と教官が碑にして建立。
- 梅門（うめのかど）の碑 - 湯河原を愛した俳人・金尾梅の門が湯河原の椿まつりに訪れた際に作った句「声かけてほしい椿の蒼蕾（あおつぼみ）」が刻まれている。
- 国木田独歩の碑 - 公園の奥部（西側）にある国木田独歩の記念碑。独歩の作品『湯ヶ原ゆき』の末文「湯ヶ原の渓谷に向かった時はさながら雲深く分け入る思があった」が刻まれている。詩人・西條八十の提案で1936年（昭和11年）初夏に建立。吉江喬松撰、小杉放庵書。

### 広場など
- 月夜広場
- 万葉広場
- 花木園

### 通路
- 文学の小径 - 万葉の歌碑から国木田独歩の碑までの内陸ルート。
- 渓流散策路 - 千歳川の渓流脇を通るルート。

## 旧施設
- 湯河原観光会館 - 藤木川に架かる万葉橋を渡った先に所在。東側正面入り口。建物前の広場（観光会館前広場）は各種イベントの会場だった。現「玄関テラス」。
- 独歩の湯 - 公園の奥部（西側）、国木田独歩の碑の西脇に造成された大規模足湯施設。2001年（平成13年）1月オープン。2020年（令和2年）3月末にリニューアル工事のため閉鎖。現「惣湯テラス」。9種の足湯と、西端のレストハウスで軽食・足裏マッサージ。10:00-17:00/18:00、大人300円・小中校生200円、マッサージ1回10分1000円。

## イベント
観光会館前広場
- 観光朝市 - 毎週日曜朝6時〜9時。
- 湯かけまつり - 5月第4土曜日[12]。
- ほたるの宴・花菖蒲展 - 6月上旬、「ほたるの宴」は花木園、「花菖蒲展」は観光会館広場[13]。
- 納涼盆踊り大会 - 8月下旬[14]。
- 観月会 十五夜の宴 - 9月中旬（月見）[15]。
- 灯りの祭典 - 10月[16]。

過去のイベント
- ゆがわらサンバパレード（2005年-2019年） - 7月第4土曜日[17]。

## 周辺
- 光風荘 - 北部入り口へと向かう北東の権現橋を渡ってすぐ北側にある資料館。二・二六事件の東京以外の唯一の現場[18]。
- こごめの湯 - 北向にある日帰り温泉施設。
- 泉公園 - 落合橋を渡って少し南下した先にある伊豆湯河原温泉（熱海市泉）地区の公園。「湯かけまつり」のように、両公園にまたがるイベントもある。

## 歴史
- 1912年（大正元年）10月 - 養生園の碑建立。
- 1936年（昭和11年）初夏 - 西條八十の提案で国木田独歩の碑建立。
- 1951年（昭和26年） - 佐佐木信綱の提案で「万葉公園」へと改名。
- 1960年（昭和35年） - 太子堂建立。
- 2001年（平成13年）1月 - 独歩の湯オープン。
- 2020年（令和2年）4月1日 - 全面リニューアル工事開始。
- 2021年（令和3年）
  - 4月29日 - 「玄関テラス」オープン。
  - 8月31日 - 「惣湯テラス」オープン。観光施設「湯河原惣湯(Books and Retreat)」が完成。